# Robert Hill (Naturforscher)
Robert Hill (* 2. April 1899 in Leamington Spa, Warwickshire; † 15. März 1991) war ein britischer Biochemiker.
Hill studierte von 1919 bis 1922 Chemie an der Universität Cambridge, England. Er wurde von der Universität nach seinem Studium übernommen. Er arbeitete am „Department of Biochemistry“ an der Universität Cambridge. 1932 begann er seine Arbeiten zur Photosynthese. Von 1943 bis 1966 war er Mitglied der „Agricultural Research Council“. 1971 wurde er in die American Academy of Arts and Sciences gewählt, 1975 in die National Academy of Sciences.

## Lebenswerk
1939 stellte Robert „Robin“ Hill fest, dass isolierte Chloroplasten in Anwesenheit reduzierender Verbindungen (z. B. Eisen(II)-oxalat, Kaliumhexacyanoferrat(III) (Ferricyanid), Benzochinon) unter Lichteinfluss Sauerstoff freisetzen. Die Reaktion ging als Hill-Reaktion in die Literatur ein.
Die Reaktionsformel seiner Theorie lautet:
2 H2O + 2 A → Licht, Chloroplasten → 2 AH2 + O2
A steht für einen Elektronenakzeptor z. B. Eisen(III)-Verbindungen. Die Reaktionsgleichung würde dann wie folgt lauten:
2 H2O + 4 Fe3+ → Licht, Chloroplasten → 4 Fe2+ + O2 + 4 H+
Dieser Vorgang ist mit einer vorhergehenden Photolyse des Wassers verbunden.
2 H2O → Licht, Chloroplasten → 4 H+ + O2 + 4 e−
Durch diese Feststellung Hills wurde endgültig bewiesen, dass:
- Sauerstoff ohne gleichzeitige Reduktion des Kohlenstoffdioxid entsteht
- Sauerstoff aus Wasser und nicht aus Kohlenstoffdioxid gebildet wird
- die Enzyme der Fotosynthese in den Chloroplasten lokalisiert sind
- die Lichtreaktion im Transfer eines Elektrons auf einen Elektronenakzeptor gegenüber einem chemischen Energiegefälle erfolgt

Die Aussage, dass der freigesetzte Sauerstoff aus der Spaltung des Wassers hervorgeht, wurde später von M. Randall, Samuel Ruben, Martin Kamen und J. L. Hyde bekräftigt. Sie benutzten Wasser mit schwerem Sauerstoff (H2O18), welches von einer Chlorella-Zellen-Suspension gespalten wurde. Dieser schwere Sauerstoff konnte nachgewiesen werden. Efraim Racker (Cornell University, Ithaca, N.Y.) fand heraus, dass die Lichtenergie durch Zugabe energiereicher Verbindungen ersetzt werden kann.